# 陳露薇
陳露薇（Chan Lo Mei），香港電影演員。她亦是擅長唱女腔的粵劇艷旦。

## 部分參與演出的電影
- 1953年12月：《徭山奪艷記》飾 林明珠（處女作，第二女主角）
- 1954年2月：《娛樂昇平》飾 陳露芬（粵劇花旦，第二女主角）
- 1955年2月：《蕭月白正傳（上集）》（第二女主角）
- 1955年2月：《蕭月白正傳（下集大結局）》（第二女主角）
- 1955年7月：《背解紅羅》飾 張后
- 1955年9月：《一枝紅艷露凝香》飾 江夢霞
- 1956年7月：《黃飛鴻橫掃小北江》飾 胡青薇（第一女主角）
- 1957年3月：《寶扇緣》飾 林瓊嬋（第二女主角）
- 1957年3月：《天姬送子》飾 大姐
- 1957年8月：《豬八戒招親》飾 高小姐（第一女主角）
- 1958年7月：《殭屍拜月》飾 李艷紅
- 1965年3月：《南北雙雄》飾 仇大娘

## 粵劇
- 陳露薇與粵劇紅伶馬金娘及區楚翹在1951年12月22日（星期六）晚上，為募集寒衣的「鐘聲慈善游藝會」主持剪綵，鄧寄塵為司儀 ，地點是香港島西環域多利道「鐘聲游泳場」[2]。

- 陳露薇與粵劇紅伶梁無相在1953年11月12日（星期四）為香港島西環干諾道中126號「亞洲酒店餐廳」作開幕剪綵[3]。

- 甲辰年農曆三月廿一日（1964年5月2日（星期六）開鑼演三天，陳露薇擔任正印花旦，參予由龐次聞先生主理的「新鳳凰劇團」，與劉月峰（文武生）、白揚（二幫花旦）、新金山貞（武生）、劉克宣（丑生）、阮兆輝（小生）等，在澳門媽閣廟慶祝天后誕，演出《六國大封相》、《隋宮十載菱花夢》、《燕子啣來燕子箋》、《審死官》、《梨渦一笑九重冤》、《程大嫂》、《艷陽長照牡丹紅》[4][5]。

- 乙已年農曆四月十六日（1965年5月16日，星期日），陳露薇擔任正印花旦，參予由李坤先生攪的「興中華粵劇團」，與白玉堂（文武生）、梁翠芬（二幫花旦）、李景君（武生）、梁中良（丑生）、劉錦超（少生）等，在大嶼山大澳補行慶祝天后誕，演出《六國大封相》、《三審玉堂春》、《彩鳳戲群龍》、《三氣秦皇》、《情碎十八灘》、《魚腸劍》、《孟麗君》等[6][7]。

- 1966年11月5日（星期六）開始與白玉堂為「興中華粵劇團」擔大旗，在新界元朗白沙村演出一星期[8]。

## 部分尚存的粵曲
- 《蘇小妹三難新郎》1955 (美聲唱片)長篇粵曲 ：陳露薇, 張月兒, 少新權, 李海泉, 譚詠秋, 新任劍輝
- 《秦宮生死恨》：陳露薇、梁無相合唱：
  - 《秦宮生死恨》（12分41秒）：陳露薇、梁無相合唱
- 《光棍佬教女》：陳露薇、歐陽儉合唱：
  - 《光棍佬教女》（12分45秒）：陳露薇、歐陽儉合唱 （页面存档备份，存于）
- 《賣油郎獨佔花魁》：陳露薇、李海泉合唱；
  - 《賣油郎獨佔花魁》（13分8秒）：陳露薇、李海泉合唱
- 《一載姻緣》：陳露薇、石燕子合唱；
  - 《一載姻緣》（12分24秒）：陳露薇、石燕子合唱
- 《潘金蓮與武大郎》：陳露薇、梁醒波合唱：
  - 《潘金蓮與武大郎》（12分28秒）：陳露薇、梁醒波合唱 （页面存档备份，存于）
- 《關公送嫂》：陳露薇、李海泉、靚次伯、冼劍麗合唱；
- 《合家歡》：陳露薇、何非凡、南紅、梁醒波、陳錦棠、黃金愛合唱。

## 外部連結
- 香港電影資料館：陳露薇參演電影的記錄[永久]
- 香港影庫：陳露薇 （页面存档备份，存于）